# Professional U18 Development League 2014–15
Professional U18 Development League 2014–15 là mùa giải thứ ba của Giải Professional Development League.

## League 1
Giải đấu đã được chia thành hai phân vùng - phía bắc và phía nam. Mỗi đội bóng thi đấu hai lần trong mỗi khu vực. Sau đó, chia thành 3 hạng đấu, đội vô địch hạng A được tham dự UEFA Youth League trong mùa giải 2015–16.

### Vòng đầu tiên

#### North Division
| Pos | Club                                         | Pld | W  | D | L  | GF | GA | GD  | Pts | Khả năng |
| --- | -------------------------------------------- | --- | -- | - | -- | -- | -- | --- | --- | -------- |
| 1   | Bản mẫu:Fb team Middlesbrough U18s           | 22  | 16 | 2 | 4  | 59 | 30 | +29 | 50  | Nhóm A   |
| 2   | Bản mẫu:Fb team Everton U18s                 | 22  | 13 | 2 | 7  | 49 | 30 | +19 | 41  | Nhóm A   |
| 3   | Bản mẫu:Fb team Manchester City U18s         | 22  | 12 | 4 | 6  | 45 | 29 | +16 | 40  | Nhóm A   |
| 4   | Bản mẫu:Fb team Manchester United U18s       | 22  | 12 | 2 | 8  | 29 | 24 | +5  | 38  | Nhóm A   |
| 5   | Bản mẫu:Fb team Wolverhampton Wanderers U18s | 22  | 11 | 4 | 7  | 38 | 36 | +2  | 37  | Nhóm B   |
| 6   | Bản mẫu:Fb team Derby County U18s            | 22  | 8  | 9 | 5  | 47 | 36 | +11 | 33  | Nhóm B   |
| 7   | Bản mẫu:Fb team Liverpool U18s               | 22  | 8  | 5 | 9  | 51 | 51 | 0   | 29  | Nhóm B   |
| 8   | Bản mẫu:Fb team Sunderland U18s              | 22  | 8  | 5 | 9  | 33 | 35 | −2  | 29  | Nhóm B   |
| 9   | Bản mẫu:Fb team Newcastle United U18s        | 22  | 6  | 3 | 13 | 36 | 50 | −14 | 21  | Nhóm C   |
| 10  | Bản mẫu:Fb team Blackburn Rovers U18s        | 22  | 5  | 5 | 12 | 31 | 50 | −19 | 20  | Nhóm C   |
| 11  | Bản mẫu:Fb team Stoke City U18s              | 22  | 5  | 4 | 13 | 23 | 39 | −16 | 19  | Nhóm C   |
| 12  | Bản mẫu:Fb team Bolton Wanderers U18s        | 22  | 3  | 5 | 14 | 22 | 53 | −31 | 14  | Nhóm C   |

#### South Division
| Pos | Club                                        | Pld | W  | D | L  | GF | GA | GD  | Pts | Khả năng |
| --- | ------------------------------------------- | --- | -- | - | -- | -- | -- | --- | --- | -------- |
| 1   | Bản mẫu:Fb team Chelsea U18s                | 22  | 15 | 3 | 4  | 69 | 35 | +34 | 48  | Nhóm A   |
| 2   | Bản mẫu:Fb team Tottenham Hotspur U18s      | 22  | 11 | 5 | 6  | 49 | 38 | +11 | 38  | Nhóm A   |
| 3   | Bản mẫu:Fb team Aston Villa U18s            | 22  | 11 | 5 | 6  | 48 | 48 | 0   | 38  | Nhóm A   |
| 4   | Bản mẫu:Fb team West Bromwich Albion U18s   | 22  | 10 | 4 | 8  | 36 | 39 | −3  | 34  | Nhóm A   |
| 5   | Bản mẫu:Fb team Reading U18s                | 22  | 10 | 3 | 9  | 39 | 37 | +2  | 33  | Nhóm B   |
| 6   | Bản mẫu:Fb team West Ham United U18s        | 22  | 9  | 5 | 8  | 45 | 35 | +10 | 32  | Nhóm B   |
| 7   | Bản mẫu:Fb team Leicester City U18s         | 22  | 10 | 2 | 10 | 36 | 29 | +7  | 32  | Nhóm B   |
| 8   | Bản mẫu:Fb team Brighton & Hove Albion U18s | 22  | 8  | 3 | 11 | 37 | 40 | −3  | 27  | Nhóm B   |
| 9   | Bản mẫu:Fb team Fulham U18s                 | 22  | 8  | 3 | 11 | 34 | 45 | −11 | 27  | Nhóm C   |
| 10  | Bản mẫu:Fb team Southampton U18s            | 22  | 6  | 5 | 11 | 28 | 34 | −6  | 23  | Nhóm C   |
| 11  | Bản mẫu:Fb team Arsenal U18s                | 22  | 6  | 5 | 11 | 33 | 42 | −9  | 23  | Nhóm C   |
| 12  | Bản mẫu:Fb team Norwich City U18s           | 22  | 5  | 3 | 14 | 19 | 51 | −32 | 18  | Nhóm C   |

### Vòng thứ hai

#### Nhóm A
| Pos | Club                                      | Pld | W | D | L | GF | GA | GD  | Pts | Khả năng                                      |
| --- | ----------------------------------------- | --- | - | - | - | -- | -- | --- | --- | --------------------------------------------- |
| 1   | Bản mẫu:Fb team Middlesbrough U18s (C)    | 7   | 5 | 1 | 1 | 17 | 10 | +7  | 16  | Đủ điều kiện tham dựUEFA Youth League 2015–16 |
| 2   | Bản mẫu:Fb team Everton U18s              | 7   | 4 | 2 | 1 | 17 | 7  | +10 | 14  |                                               |
| 3   | Bản mẫu:Fb team Chelsea U18s              | 7   | 4 | 1 | 2 | 18 | 14 | +4  | 13  |                                               |
| 4   | Bản mẫu:Fb team Manchester United U18s    | 7   | 3 | 2 | 2 | 9  | 8  | +1  | 11  |                                               |
| 5   | Bản mẫu:Fb team West Bromwich Albion U18s | 7   | 3 | 0 | 4 | 17 | 15 | +2  | 9   |                                               |
| 6   | Bản mẫu:Fb team Aston Villa U18s          | 7   | 2 | 2 | 3 | 10 | 17 | −7  | 8   |                                               |
| 7   | Bản mẫu:Fb team Manchester City U18s      | 7   | 1 | 1 | 5 | 9  | 17 | −8  | 4   |                                               |
| 8   | Bản mẫu:Fb team Tottenham Hotspur U18s    | 7   | 1 | 1 | 5 | 12 | 21 | −9  | 4   |                                               |

#### Nhóm B
| Pos | Club                                         | Pld | W | D | L | GF | GA | GD  | Pts |
| --- | -------------------------------------------- | --- | - | - | - | -- | -- | --- | --- |
| 9   | Bản mẫu:Fb team Sunderland U18s              | 7   | 4 | 2 | 1 | 9  | 5  | +4  | 14  |
| 10  | Bản mẫu:Fb team Reading U18s                 | 7   | 4 | 1 | 2 | 10 | 6  | +4  | 13  |
| 11  | Bản mẫu:Fb team Wolverhampton Wanderers U18s | 7   | 3 | 3 | 1 | 16 | 5  | +11 | 12  |
| 12  | Bản mẫu:Fb team Derby County U18s            | 7   | 4 | 0 | 3 | 10 | 10 | 0   | 12  |
| 13  | Bản mẫu:Fb team Leicester City U18s          | 7   | 3 | 0 | 4 | 14 | 13 | +1  | 9   |
| 14  | Bản mẫu:Fb team West Ham United U18s         | 7   | 2 | 1 | 4 | 6  | 10 | −4  | 7   |
| 15  | Bản mẫu:Fb team Liverpool U18s               | 7   | 2 | 1 | 4 | 12 | 17 | −5  | 7   |
| 16  | Bản mẫu:Fb team Brighton & Hove Albion U18s  | 7   | 1 | 2 | 4 | 9  | 20 | −11 | 5   |

#### Nhóm C
| Pos | Club                                  | Pld | W | D | L | GF | GA | GD  | Pts |
| --- | ------------------------------------- | --- | - | - | - | -- | -- | --- | --- |
| 17  | Bản mẫu:Fb team Stoke City U18s       | 7   | 4 | 2 | 1 | 18 | 11 | +7  | 14  |
| 18  | Bản mẫu:Fb team Blackburn Rovers U18s | 7   | 4 | 2 | 1 | 13 | 8  | +5  | 14  |
| 19  | Bản mẫu:Fb team Newcastle United U18s | 7   | 3 | 1 | 3 | 14 | 9  | +5  | 10  |
| 20  | Bản mẫu:Fb team Southampton U18s      | 7   | 3 | 1 | 3 | 10 | 12 | −2  | 10  |
| 21  | Bản mẫu:Fb team Fulham U18s           | 7   | 2 | 3 | 2 | 13 | 11 | +2  | 9   |
| 22  | Bản mẫu:Fb team Bolton Wanderers U18s | 7   | 2 | 3 | 2 | 9  | 10 | −1  | 9   |
| 23  | Bản mẫu:Fb team Norwich City U18s     | 7   | 2 | 1 | 4 | 11 | 15 | −4  | 7   |
| 24  | Bản mẫu:Fb team Arsenal U18s          | 7   | 1 | 1 | 5 | 10 | 22 | −12 | 4   |

## League 2
League 2 còn gọi là Professional Development U18 League đặt tên theo nhà tài trợ.
Các đội bóng sẽ thi đấu trong giải đấu với nhau 2 hai lần và một lần với các đội ở khu vực khác một lần. Với tổng cộng 26 trận cho mỗi đội ở khu vực phía Bắc và 27 trận cho mỗi đội ở khu vực phía Nam.
Vào cuối mùa giải, các đội bóng kết thúc ở hai vị trí hàng đầu của cả hai khu vực sẽ thi đấu loại trực tiếp để xác định nhà vô địch giải đấu tổng thể.

### Bảng xếp hạng

#### North Division
| XH | Đội                                      | Tr | T  | H | T  | BT | BB | HS  | Đ  | Lên hay xuống hạng                       |
| -- | ---------------------------------------- | -- | -- | - | -- | -- | -- | --- | -- | ---------------------------------------- |
| 1  | Bản mẫu:Fb team Huddersfield Town U18s   | 26 | 16 | 4 | 6  | 50 | 31 | +19 | 52 | Đủ điều kiện tham dự Vòng loại trực tiếp |
| 2  | Bản mẫu:Fb team Nottingham Forest U18s   | 26 | 15 | 5 | 6  | 52 | 25 | +27 | 50 | Đủ điều kiện tham dự Vòng loại trực tiếp |
| 3  | Bản mẫu:Fb team Birmingham City U18s     | 26 | 12 | 5 | 9  | 49 | 33 | +16 | 41 |                                          |
| 4  | Bản mẫu:Fb team Coventry City U18s       | 26 | 10 | 8 | 8  | 52 | 40 | +12 | 38 |                                          |
| 5  | Bản mẫu:Fb team Sheffield Wednesday U18s | 26 | 10 | 7 | 9  | 38 | 38 | 0   | 37 |                                          |
| 6  | Bản mẫu:Fb team Leeds United U18s        | 26 | 9  | 4 | 13 | 39 | 40 | −1  | 31 |                                          |
| 7  | Bản mẫu:Fb team Crewe Alexandra U18s     | 26 | 9  | 4 | 13 | 40 | 50 | −10 | 31 |                                          |
| 8  | Bản mẫu:Fb team Barnsley U18s            | 26 | 8  | 7 | 11 | 26 | 38 | −12 | 31 |                                          |
| 9  | Bản mẫu:Fb team Sheffield United U18s    | 26 | 8  | 3 | 15 | 37 | 59 | −22 | 27 |                                          |

#### South Division
| XH | Đội                                      | Tr | T  | H | T  | BT | BB | HS  | Đ  | Lên hay xuống hạng                       |
| -- | ---------------------------------------- | -- | -- | - | -- | -- | -- | --- | -- | ---------------------------------------- |
| 1  | Bản mẫu:Fb team Charlton Athletic U18s   | 27 | 18 | 2 | 7  | 61 | 37 | +24 | 56 | Đủ điều kiện tham dự Vòng loại trục tiếp |
| 2  | Bản mẫu:Fb team Brentford U18s           | 27 | 16 | 6 | 5  | 55 | 36 | +19 | 54 | Đủ điều kiện tham dự Vòng loại trục tiếp |
| 3  | Bản mẫu:Fb team Ipswich Town U18s        | 27 | 14 | 3 | 10 | 49 | 44 | +5  | 45 |                                          |
| 4  | Bản mẫu:Fb team Cardiff City U18s        | 27 | 11 | 6 | 10 | 52 | 51 | +1  | 39 |                                          |
| 5  | Bản mẫu:Fb team Crystal Palace U18s      | 27 | 11 | 5 | 11 | 53 | 41 | +12 | 38 |                                          |
| 6  | Bản mẫu:Fb team Swansea City U18s        | 27 | 10 | 6 | 11 | 54 | 43 | +11 | 36 |                                          |
| 7  | Bản mẫu:Fb team Queens Park Rangers U18s | 27 | 10 | 1 | 16 | 45 | 78 | −33 | 31 |                                          |
| 8  | Bản mẫu:Fb team Bristol City U18s        | 27 | 8  | 4 | 15 | 36 | 56 | −20 | 28 |                                          |
| 9  | Bản mẫu:Fb team Millwall U18s            | 27 | 8  | 3 | 16 | 41 | 54 | −13 | 27 |                                          |
| 10 | Bản mẫu:Fb team Colchester United U18s   | 27 | 7  | 2 | 18 | 37 | 70 | −33 | 23 |                                          |

### Vòng loại trục tiếp

#### Vòng bán kết
| Huddersfield Town U18s | 1 – 2 | Brentford U18s  |
| ---------------------- | ----- | --------------- |
| Pyke                   |       | Owens · Clayton |

| Charlton Athletic U18s                | 3 – 0 | Nottingham Forest U18s |
| ------------------------------------- | ----- | ---------------------- |
| Umerah 56' · Hanlan 90' · Lapslie 90' |       |                        |

#### Trận chung kết
| Brentford U18s | 0 – 1 | Charlton Athletic U18s |
| -------------- | ----- | ---------------------- |
|                |       | Umerah 6'              |

## League 3
League 3 là giải bóng đá được điều hành bởi Football League dưới sự bảo trợ của Football League Youth Alliance. 52 đội tham dự mùa giải này.

### Vòng bảng
Cập nhật ngày: 27 tháng 4 năm 2015.

#### North-West Division
| Pos | Club                    | Pld | W  | D  | L  | GF | GA | GD  | Pts |
| --- | ----------------------- | --- | -- | -- | -- | -- | -- | --- | --- |
| 1   | Bury U18s               | 30  | 20 | 5  | 5  | 67 | 32 | +35 | 65  |
| 2   | Wigan Athletic U18s     | 30  | 19 | 7  | 4  | 70 | 27 | +43 | 64  |
| 3   | Rochdale U18s           | 30  | 20 | 3  | 7  | 70 | 41 | +29 | 63  |
| 4   | Tranmere Rovers U18s    | 30  | 14 | 8  | 8  | 50 | 46 | +4  | 50  |
| 5   | Walsall U18s            | 30  | 14 | 6  | 10 | 41 | 31 | +10 | 48  |
| 6   | Preston North End U18s  | 30  | 19 | 8  | 9  | 54 | 31 | +23 | 47  |
| 7   | Oldham Athletic U18s    | 30  | 14 | 3  | 13 | 60 | 48 | +12 | 45  |
| 8   | Blackpool U18s          | 30  | 13 | 6  | 11 | 47 | 43 | +4  | 45  |
| 9   | Burnley U18s            | 30  | 12 | 8  | 10 | 62 | 56 | +6  | 44  |
| 10  | Port Vale U18s          | 29  | 13 | 4  | 12 | 52 | 45 | +7  | 43  |
| 11  | Wrexham U18s            | 30  | 12 | 5  | 13 | 54 | 56 | -2  | 41  |
| 12  | Shrewsbury Town U18s    | 30  | 8  | 8  | 14 | 56 | 60 | -4  | 32  |
| 13  | Carlisle United U18s    | 30  | 6  | 10 | 14 | 36 | 64 | -28 | 28  |
| 14  | Accrington Stanley U18s | 29  | 7  | 4  | 18 | 31 | 65 | -34 | 25  |
| 15  | Fleetwood Town U18s     | 30  | 8  | 0  | 22 | 24 | 57 | -33 | 24  |
| 16  | Morecambe U18s          | 30  | 3  | 1  | 26 | 24 | 98 | -74 | 10  |

#### North-East Division
| Pos | Club                   | Pld | W  | D | L  | GF | GA | GD  | Pts |
| --- | ---------------------- | --- | -- | - | -- | -- | -- | --- | --- |
| 1   | Bradford City U18s     | 24  | 17 | 4 | 3  | 61 | 27 | +34 | 55  |
| 2   | Doncaster Rovers U18s  | 24  | 14 | 7 | 3  | 57 | 21 | +36 | 49  |
| 3   | Chesterfield U18s      | 23  | 13 | 3 | 7  | 45 | 28 | +17 | 42  |
| 4   | Notts County U18s      | 24  | 11 | 4 | 9  | 44 | 38 | +6  | 37  |
| 5   | Grimsby Town U18s      | 24  | 11 | 4 | 9  | 41 | 38 | +3  | 37  |
| 6   | Hull City U18s         | 23  | 10 | 6 | 7  | 44 | 37 | +7  | 36  |
| 7   | Lincoln City U18s      | 21  | 9  | 5 | 7  | 37 | 36 | +1  | 32  |
| 8   | Mansfield Town U18s    | 24  | 9  | 5 | 10 | 44 | 46 | -2  | 32  |
| 9   | Scunthorpe United U18s | 24  | 7  | 6 | 11 | 33 | 45 | -12 | 27  |
| 10  | Rotherham United U18s  | 22  | 6  | 5 | 11 | 29 | 34 | -5  | 23  |
| 11  | Burton Albion U18s     | 24  | 5  | 6 | 13 | 39 | 64 | -25 | 21  |
| 12  | Hartlepool United U18s | 22  | 5  | 2 | 15 | 40 | 59 | -19 | 17  |
| 13  | York City U18s         | 22  | 3  | 3 | 16 | 21 | 64 | -43 | 12  |

#### South-West Division
| Pos | Club                 | Pld | W  | D | L  | GF | GA | GD  | Pts |
| --- | -------------------- | --- | -- | - | -- | -- | -- | --- | --- |
| 1   | AFC Bournemouth U18s | 18  | 13 | 3 | 2  | 36 | 19 | +17 | 42  |
| 2   | Plymouth Argyle U18s | 18  | 10 | 4 | 4  | 43 | 27 | +16 | 34  |
| 3   | Swindon Town U18s    | 18  | 9  | 3 | 6  | 43 | 34 | +9  | 30  |
| 4   | Portsmouth U18s      | 18  | 8  | 4 | 6  | 42 | 32 | +10 | 28  |
| 5   | Exeter City U18s     | 18  | 8  | 2 | 8  | 30 | 29 | +1  | 26  |
| 6   | Bristol Rovers U18s  | 18  | 6  | 6 | 6  | 29 | 25 | +4  | 24  |
| 7   | Oxford United U18s   | 18  | 7  | 1 | 10 | 27 | 32 | -5  | 22  |
| 8   | Cheltenham Town U18s | 18  | 7  | 1 | 10 | 30 | 42 | -12 | 22  |
| 9   | Torquay United U18s  | 18  | 3  | 4 | 11 | 25 | 43 | -18 | 13  |
| 10  | Newport County U18s  | 18  | 3  | 4 | 11 | 27 | 49 | -22 | 13  |

#### South-East Division
| Pos | Club                      | Pld | W  | D | L  | GF | GA | GD  | Pts |
| --- | ------------------------- | --- | -- | - | -- | -- | -- | --- | --- |
| 1   | Barnet U18s               | 24  | 17 | 3 | 4  | 82 | 51 | +31 | 54  |
| 2   | Milton Keynes Dons U18s   | 24  | 15 | 3 | 6  | 78 | 52 | +26 | 48  |
| 3   | Peterborough United U18s  | 24  | 13 | 5 | 6  | 61 | 40 | +21 | 44  |
| 4   | Luton Town U18s           | 24  | 12 | 8 | 4  | 51 | 30 | +21 | 44  |
| 5   | Watford U18s              | 24  | 11 | 6 | 7  | 70 | 50 | +20 | 39  |
| 6   | Southend United U18s      | 24  | 10 | 7 | 7  | 49 | 45 | +4  | 37  |
| 7   | Stevenage U18s            | 24  | 9  | 5 | 10 | 46 | 47 | -1  | 32  |
| 8   | Leyton Orient U18s        | 24  | 8  | 6 | 10 | 35 | 42 | -7  | 30  |
| 9   | AFC Wimbledon U18s        | 24  | 7  | 6 | 11 | 41 | 47 | -6  | 27  |
| 10  | Northampton Town U18s     | 24  | 6  | 9 | 9  | 41 | 51 | -10 | 27  |
| 11  | Cambridge United U18s     | 24  | 5  | 4 | 15 | 35 | 58 | -23 | 19  |
| 12  | Gillingham U18s           | 24  | 4  | 4 | 16 | 35 | 64 | -29 | 16  |
| 13  | Dagenham & Redbridge U18s | 24  | 4  | 4 | 16 | 29 | 76 | -47 | 16  |